# 苏州轨道交通有限公司
苏州轨道交通有限公司是目前苏州轨道交通唯一的运营公司，成立于2002年5月，业务主要是苏州轨道交通各线路的规划、建造、运营、维护等。
苏州轨交公司目前运营所有苏州轨道交通的线路。